# Ngairea corticicola
Ngairea corticicola är en snäckart som först beskrevs av Cox 1866.  Ngairea corticicola ingår i släktet Ngairea och familjen Charopidae. Inga underarter finns listade i Catalogue of Life.